# Neriton
Neriton – polskie wydawnictwo o charakterze naukowym, założone w 1992 roku przez Andrzeja Wrońskiego (1956-2017). Dom wydawniczy skupia się na publikowaniu dzieł uznanych naukowców z historii oraz historii sztuki, a w mniejszym stopniu również z filozofii, archeologii, literaturoznawstwa i prawa. Od 2017 roku prezesem wydawnictwa jest Małgorzata Gmurczyk-Wrońska.
Wydawnictwo współpracuje z takimi instytucjami naukowymi jak: Polska Akademia Nauk (IHPAN, ISPAN), Instytut Historyczny Uniwersytetu Warszawskiego, Niemiecki Instytut Historyczny w Warszawie, Wydział Filologiczny Uniwersytetu Wrocławskiego, Muzeum Historii Polski w Warszawie, Instytut Pamięci Narodowej.
Do 2012 roku w wydawnictwie „Neriton” wydano ponad 550 tytułów.
Książki „Neriton” zostały wyróżnione:
- 11 Nagrodami KLIO
- 3 Nagrodami im. prof. Jerzego Skowronka
- 3 Nagrodami „Przeglądu Wschodniego”
- 2 Nagrodami Historycznymi „Polityki” (2009)
- Nagrodą Ministra Kultury
- Nagrodą Ministra Edukacji
- Nagrodą Fundacji na Rzecz Nauki Polskiej
- 2 nominacjami do Nagrody im. Jana Długosza